# 幻想の花
「幻想の花」（げんそうのはな）は、日本のロックバンド、BUCK-TICKの21枚目のシングル。2003年12月3日発売。発売元はBMG JAPAN。

## 概要
- 通常盤と初回生産限定盤の2種リリース。初回生産限定盤にはDVD付き。
- 同日にDVD『Mona Lisa OVERDRIVE-XANADU-』が発売。
- PV監督は山口保幸。
- 楽曲はアルバム『極東 I LOVE YOU』レコーディングの時に作られていたが、曲とアルバムの感じが違い、収録はされなかった。一方で作曲者の星野英彦からは「のちのちシングルにしたい」と意見があり、それを受けてのリリースとなった[1]。
- タイトル曲がオリジナル・アルバム未収録なのは「ミウ」以来5作ぶり。星野が作曲を手がけた楽曲がタイトル曲を飾るのも「ミウ」以来となる。
- 日比谷野外音楽堂で2日間行われた「Mona Lisa OVERDRIVE -XANADU-」の初日公演2003年6月28日は朝から雨が続き、開場時間開演時間ともに大幅に遅れてアンコールが1曲のみとなった。櫻井敦司はMCで、アンコールが少ないことを詫び、未発表曲を初披露するというサプライズ選曲でこの「幻想の花」が演奏された。

## 収録曲

### 通常盤
1. 幻想の花 (4:33)
  - 作詞：櫻井敦司、作曲：星野英彦、編曲：BUCK-TICK

テレビ朝日『奇跡の扉 TVのチカラ』2004年1月 - 3月度エンディングテーマ
イントロ・Aメロがヘ長調でそれ以外はハ長調
2. ノクターン-Rain Song- (3:51)
  - 作詞・作曲：今井寿、編曲：BUCK-TICK
3. 幻想の花 (Live Version) (4:58)

### 初回生産限定盤
- CD
  1. 幻想の花 (4:33)
  2. ノクターン-Rain Song- (3:51)
- DVD
  1. 原罪（※2003年4月10日・NHKホールライブ映像）

## 収録アルバム
- 『CATALOGUE 2005』(#1・2)
- 『CATALOGUE ARIOLA 00-10』(#1)
- 『CATALOGUE 1987-2016』(#2)